# Schweizer Parlamentswahlen 2019/Resultate Nationalratswahlen
Die Nationalratswahlen zur 51. Legislaturperiode fanden am 20. Oktober 2019 statt. Auf dieser Seite findet sich eine Übersicht über die kandidierenden Parteien sowie die Resultate in den Kantonen (Parteien, Stimmen, Wähleranteil, Sitze).

## Anmerkung zu den Wählerzahlen
In den Mehrpersonenwahlkreisen (20 Kantone mit total 194 von 200 Sitzen) hat jeder Wähler so viele Stimmen, wie in seinem Kanton Sitze zu vergeben sind (z. B. im Kanton Zürich 35, im Kanton Jura 2). Diese Stimmen kann er an beliebige Kandidaten der sich zur Wahl stellenden Listen vergeben (Panaschieren). Eine Stimme für einen Kandidaten ist gleichzeitig eine Stimme für dessen Partei. Hat ein Wähler nicht alle seine Stimmen an Kandidierende vergeben, gehen diese Stimmen als sogenannte «Zusatzstimmen» an die von ihm gewählte Liste. Wenn der Wähler keine Liste auswählt, sondern einen so genannten «Wahlzettel ohne Parteibezeichnung» – auch Blankoliste genannt – verwendet, verfallen nicht benutzte Stimmen (sog. Leere Stimmen).
Um zu überkantonal vergleichbaren Ergebnissen zu kommen, muss zuerst die Anzahl fiktiver Wähler pro Kanton und Partei berechnet werden. Und die Summe aller fiktiven Wähler der einzelnen Kantone sind dann die Wähler auf Landesebene. Ein «Wähler» kann dabei aber z. B. auch aus 16 Personen bestehen, die im Aargau nur je einen Kandidaten der betreffenden Partei auf ihrer Liste aufgeführt haben.
Das Bundesamt für Statistik benutzt daher den Begriff «fiktiver Wähler» für den Wähler, da ein effektiver Wähler auch nur ein Teilwähler sein kann. Die Zahl der Wähler entspricht der Anzahl gültiger Wahlzettel. Auf Kantonsebene ist die Summe aller Parteistimmen (Summe der Kandidatenstimmen von Kandidierenden einer Partei plus Zusatzstimmen = leere Felder einer Parteiliste) Berechnungsgrundlage. Beispiel: Partei A erzielt im Kanton X 12000, Partei B 27000 und Partei C 48000 von 87000 Parteistimmen. Die Anzahl gültiger Wahlzettel beträgt 25000. Somit hat Partei A in diesem Kanton 3448,28 (12000:87000 × 25000), Partei B 7758,62 (27000:87000 × 25000) und Partei C 13793,10 (48000:87000 × 25000) fiktive Wähler. Alle drei Parteien zusammen total 25000 Wähler.

## Kanton Aargau(16 Sitze)
| Partei                                   | Stimmen | % (+/−) | % (+/−) | Sitze (+/−) | Sitze (+/−) | Gewählte Nationalräte                                                                                          |
| ---------------------------------------- | ------- | ------- | ------- | ----------- | ----------- | --- |
| Schweizerische Volkspartei               | 59'784  | 31,5 %  | −6,5 %  | 6           | −1          | Benjamin Giezendanner Andreas Glarner Thomas Burgherr Martina Bircher Jean-Pierre Gallati Stefanie Heimgartner |
| Sozialdemokratische Partei               | 31'224  | 16,5 %  | +0,4 %  | 3           | +1          | Cédric Wermuth Yvonne Feri Gabriela Suter                                                                      |
| FDP.Die Liberalen                        | 25'702  | 13,6 %  | −1,6 %  | 2           | −1          | Matthias Jauslin Maja Riniker                                                                                  |
| Christlichdemokratische Volkspartei      | 18'762  | 9,9 %   | +1,3 %  | 2           | +1          | Ruth Humbel Näf Marianne Binder-Keller                                                                         |
| Grüne                                    | 18'548  | 9,8 %   | +4,3 %  | 1           | 0           | Irène Kälin |
| Grünliberale Partei                      | 16'128  | 8,5 %   | +3,3 %  | 1           | 0           | Beat Flach |
| Evangelische Volkspartei                 | 6'909   | 3,6 %   | +0,3 %  | 1           | +1          | Lilian Studer                                                                                                  |
| Bürgerlich-Demokratische Partei          | 5'818   | 3,1 %   | −2,1 %  | 0           | −1          | |
| TEAM 65+ – Die Aargauer Seniorenliste    | 2'612   | 1,4 %   | +1,4 %  |             |             | |
| Eidgenössisch-Demokratische Union        | 1'890   | 1,0 %   | −0,1 %  |             |             | |
| Piratenpartei                            | 641     | 0,3 %   | −0,3 %  |             |             | |
| DU – Die Unabhängigen                    | 486     | 0,3 %   | +0,3 %  |             |             | |
| Freie Wähler Aargau                      | 442     | 0,2 %   | +0,2 %  |             |             | |
| Luzi Stamm                               | 415     | 0,2 %   | +0,2 %  |             |             | |
| Lösungsorientierte Volks-Bewegung (LOVB) | 260     | 0,1 %   | +0,0 %  |             |             | |

Listenverbindungen bestanden zwischen SVP, FDP, EDU und TEAM65, zwischen SP, Grünen und Piraten, zwischen CVP und glp, zwischen BDP und EVP sowie zwischen Luzi Stamm, LOVB und den Freien Wählern.

## Kanton Appenzell Ausserrhoden(1 Sitz)
Im Kanton Appenzell Ausserrhoden gilt das Majorzsystem. Gewählt ist, wer am meisten Stimmen erhält.
Quelle: 
| Kandidat/in                | Partei      | Stimmen | %      | gewählt? |
| -------------------------- | ----------- | ------- | ------ | -------- |
| David Zuberbühler (bisher) | SVP         | 7'720   | 49,5 % | gewählt  |
| Jennifer Abderhalden       | FDP         | 7'561   | 48,4 % |          |
| Vereinzelte                | Vereinzelte | 329     | 2,1 %  |          |

## Kanton Appenzell Innerrhoden(1 Sitz)
Im Kanton Appenzell Innerrhoden gilt das Majorzsystem. Gewählt ist, wer am meisten Stimmen erhält.
Quelle: 
| Kandidat/in        | Partei      | Stimmen | %      | gewählt? |
| ------------------ | ----------- | ------- | ------ | -------- |
| Thomas Rechsteiner | CVP AI1     | 2'014   | 35,7 % | gewählt  |
| Ruedi Eberle       | SVP         | 1'642   | 29,1 % |          |
| Antonia Fässler    | CVP         | 1'446   | 25,6 % |          |
| Martin Pfister     | SP          | 493     | 8,7 %  |          |
| Vereinzelte        | Vereinzelte | 52      | 0,7 %  |          |

## Kanton Basel-Landschaft(7 Sitze)
| Partei                              | Stimmen | % (+/−) | % (+/−) | Sitze (+/−) | Sitze (+/−) | Gewählte Nationalräte               |
| ----------------------------------- | ------- | ------- | ------- | ----------- | ----------- | ----------------------------------- |
| Schweizerische Volkspartei          | 19'927  | 25,1 %  | −4,6 %  | 2           | 0           | Sandra Sollberger Thomas de Courten |
| Sozialdemokratische Partei          | 17'271  | 21,8 %  | −0,4 %  | 2           | 0           | Eric Nussbaumer Samira Marti        |
| Grüne                               | 14'260  | 18,0 %  | +3,8 %  | 1           | 0           | Florence Brenzikofer                |
| FDP.Die Liberalen                   | 13'090  | 16,5 %  | +0,7 %  | 1           | 0           | Daniela Schneeberger                |
| Christlichdemokratische Volkspartei | 6'726   | 8,5 %   | −0,6 %  | 1           | 0           | Elisabeth Schneider-Schneiter       |
| Grünliberale Partei                 | 4'166   | 5,3 %   | +2,5 %  |             |             |                                     |
| Evangelische Volkspartei            | 2'771   | 3,5 %   | +1,3 %  |             |             |                                     |
| Bürgerlich-Demokratische Partei     | 937     | 1,2 %   | −1,6 %  |             |             |                                     |
| Christ-und-Politik.CH               | 92      | 0,1 %   | +0,1 %  |             |             |                                     |

Listenverbindungen bestanden zwischen FDP und SVP, zwischen SP und Grünen, sowie zwischen CVP, glp, EVP und BDP.

## Kanton Basel-Stadt(5 Sitze)
| Partei                                 | Stimmen | % (+/−) | % (+/−) | Sitze (+/−) | Sitze (+/−) | Gewählte Nationalräte   |
| -------------------------------------- | ------- | ------- | ------- | ----------- | ----------- | ----------------------- |
| Sozialdemokratische Partei             | 17'535  | 32,7 %  | −0,7 %  | 2           | 0           | Beat Jans Mustafa Atici |
| Bündnis Grüne BastA!                   | 9'503   | 17,7 %  | +6,5 %  | 1           | 0           | Sibel Arslan            |
| Liberal-Demokratische Partei           | 8'234   | 15,3 %  | +3,8 %  | 1           | 0           | Christoph Eymann        |
| Schweizerische Volkspartei             | 6'633   | 12,4 %  | −5,3 %  | 0           | −1          |                         |
| FDP.Die Liberalen                      | 3'246   | 6,0 %   | −3,8 %  | 0           | 0           |                         |
| Grünliberale Partei                    | 3'060   | 5,7 %   | +0,9 %  | 1           | +1          | Katja Christ            |
| Christlichdemokratische Volkspartei    | 2'454   | 4,6 %   | −1,9 %  |             |             |                         |
| Evangelische Volkspartei               | 1'084   | 2,0 %   | −0,3 %  |             |             |                         |
| Integrale Politik                      | 874     | 1,6 %   | +1,6 %  |             |             |                         |
| Volks-Aktion                           | 437     | 0,8 %   | −0,5 %  |             |             |                         |
| Piratenpartei                          | 236     | 0,4 %   | +0,4 %  |             |             |                         |
| Bürgerlich-Demokratische Partei        | 197     | 0,4 %   | −0,7 %  |             |             |                         |
| Eidgenössisch-Demokratische Union      | 152     | 0,3 %   | −0,2 %  |             |             |                         |
| Partei National Orientierter Schweizer | 60      | 0,1 %   | +0,1 %  |             |             |                         |

Listenverbindungen bestanden zwischen SP, Grünem Bündnis, Piratenpartei und «Integraler Politik», zwischen SVP und EDU, sowie zwischen LDP, FDP, CVP, glp, EVP und BDP. Unterlistenverbindungen bestanden zwischen glp, EVP und BDP sowie zwischen Grünem Bündnis und «Integraler Politik». Aufgrund der Listenverbindung der bürgerlichen Mitte sowie der Unterlistenverbindung der «kleinen Mitteparteien» gewann die glp einen Nationalratssitz und SVP sowie FDP keinen, obwohl letztere beide Parteien mehr Stimmen als die glp erhalten hatten.

## Kanton Bern(24 Sitze)
Aufgrund der Bevölkerungsentwicklung verfügte der Kanton Bern über einen Nationalratssitz weniger als bei den vorangegangenen Wahlen.
| Partei                                        | Stimmen | % (+/−) | % (+/−)   | Sitze (+/−) | Sitze (+/−) | Gewählte Nationalräte                                                                                     |
| --------------------------------------------- | ------- | ------- | --------- | ----------- | ----------- | --- |
| Schweizerische Volkspartei                    | 104'421 | 30,0 %  | −3,1 %    | 7           | −2          | Albert Rösti Andreas Aebi Nadja Pieren Erich von Siebenthal Erich Hess Andrea Geissbühler Lars Guggisberg |
| Sozialdemokratische Partei                    | 58'496  | 16,8 %  | −2,9 %    | 4           | −2          | Nadine Masshardt Matthias Aebischer Flavia Wasserfallen Tamara Funiciello                                 |
| Grüne                                         | 47'237  | 13,6 %  | +5,1 %    | 4           | +2          | Regula Rytz Aline Trede Kilian Baumann Christine Badertscher                                              |
| Grünliberale Partei                           | 33'851  | 9,7 %   | +3,7 %    | 3           | +1          | Kathrin Bertschy Jürg Grossen Melanie Mettler                                                             |
| FDP.Die Liberalen                             | 29'069  | 8,4 %   | −1,0 %    | 2           | 0           | Christa Markwalder Christian Wasserfallen                                                                 |
| Bürgerlich-Demokratische Partei               | 27'961  | 8,0 %   | −3,7 %    | 2           | −1          | Lorenz Hess Heinz Siegenthaler                                                                            |
| Evangelische Volkspartei                      | 14'523  | 4,2 %   | −0,1 %    | 1           | 0           | Marianne Streiff-Feller                                                                                   |
| Eidgenössisch-Demokratische Union BE1         | 9'814   | 2,8 %   | −0,0 %    | 1           | +1          | Andreas Gafner                                                                                            |
| Christlichdemokratische Volkspartei           | 6'512   | 1,9 %   | +0,0 %    |             |             | |
| DU – Die Unabhängigen                         | 2'593   | 0,7 %   | +0,7 %    |             |             | |
| Piratenpartei                                 | 2'335   | 0,7 %   | −0,2 %    |             |             | |
| Armin Capaul Parteilos und weitere Parteilose | 2'305   | 0,7 %   | +0,7 %    |             |             | |
| Partei der Arbeit                             | 2'146   | 0,6 %   | +0,1 %    |             |             | |
| Junge Alternative JA!                         | 1'935   | 0,6 %   | +0,6 %    |             |             | |
| Menschen mit Zukunft sagen 5G ade!            | 1'695   | 0,5 %   | +0,5 %    |             |             | |
| Schweizer Demokraten                          | 1'273   | 0,4 %   | +0,0 %    |             |             | |
| Landliste                                     | 511     | 0,1 %   | +0,1 %    |             |             | |
| JutziPhilipp.com                              | 367     | 0,1 %   | −0,2 %    |             |             | |
| Die liebe, sehr sehr liebe Partei             | 264     | 0,1 %   | +0,1 %    |             |             | |
| Partei der unbegrenzten Möglichkeiten         | 237     | 0,1 %   | +0,1 %    |             |             | |
| Gesundheit-Energie-Natur                      | 169     | 0,0 %   | BE2−0,4 % |             |             | |

Listenverbindungen bestanden zwischen SVP und «Gesundheit-Energie-Natur», zwischen SP, Grünen, JA! und PdA, zwischen BDP, glp, EVP, CVP und Piraten sowie zwischen EDU, Schweizer Demokraten, «Menschen mit Zukunft», Landliste, Philipp Jutzi und der «Partei der unbegrenzten Möglichkeiten». Eine Unterlistenverbindung bestand zwischen Grünen und JA!.

## Kanton Freiburg(7 Sitze)
| Partei                                    | Stimmen | % (+/−) | % (+/−) | Sitze (+/−) | Sitze (+/−) | Gewählte Nationalräte                                 |
| ----------------------------------------- | ------- | ------- | ------- | ----------- | ----------- | ----------------------------------------------------- |
| Sozialdemokratische Partei                | 18'586  | 21,2 %  | −3,0 %  | 2           | 0           | Valérie Piller Carrard Ursula Schneider Schüttel      |
| Schweizerische Volkspartei                | 17'671  | 20,2 %  | −5,8 %  | 1           | −1          | Pierre-André Page                                     |
| Christlichdemokratische Volkspartei       | 15'587  | 17,8 %  | −4,9 %  | 2           | 0           | Christine Bulliard-Marbach Marie-France Roth Pasquier |
| FDP.Die Liberalen                         | 13'502  | 15,4 %  | +1,2 %  | 1           | 0           | Jacques Bourgeois                                     |
| Grüne                                     | 10'913  | 12,5 %  | +7,2 %  | 1           | +1          | Gerhard Andrey                                        |
| Grünliberale Partei                       | 4'711   | 5,4 %   | +2,2 %  |             |             |                                                       |
| Mitte-Links CSP                           | 2'847   | 3,3 %   | +1,4 %  |             |             |                                                       |
| Ziel 2030                                 | 1'010   | 1,2 %   | +1,2 %  |             |             |                                                       |
| Evangelische Volkspartei                  | 651     | 0,7 %   | +0,1 %  |             |             |                                                       |
| Eidgenössisch-Demokratische Union         | 643     | 0,7 %   | −0,0 %  |             |             |                                                       |
| Bürgerlich-Demokratische Partei           | 571     | 0,7 %   | −0,6 %  |             |             |                                                       |
| Direkt Demokratie Spiritualität und Natur | 354     | 0,4 %   | +0,4 %  |             |             |                                                       |
| Künstler Partei                           | 314     | 0,4 %   | +0,4 %  |             |             |                                                       |
| Unabhängige Bürger Bewegung               | 202     | 0,2 %   | +0,2 %  |             |             |                                                       |

Listenverbindungen bestanden zwischen SP, Grünen, CSP und «Ziel 2030», zwischen CVP, GLP, BDP und EVP, sowie zwischen SVP und EDU. Eine Unterlistenverbindung bestand zwischen Grünen und CSP. Aufgrund der Mitte-Listenverbindung gewann die CVP 2 Sitze und die SVP nur einen, obwohl letztere mehr Stimmen erhalten hatten.

## Kanton Genf(12 Sitze)
Aufgrund der Bevölkerungsentwicklung verfügte der Kanton Genf über einen Nationalratssitz mehr als bei den vorangegangenen Wahlen.
| Partei                                               | Stimmen | % (+/−) | % (+/−) | Sitze (+/−) | Sitze (+/−) | Gewählte Nationalräte                                                        |
| ---------------------------------------------------- | ------- | ------- | ------- | ----------- | ----------- | ---------------------------------------------------------------------------- |
| Grüne                                                | 24'411  | 24,6 %  | +13,1 % | 3           | +2          | Nicolas Walder Delphine Klopfenstein Broggini Isabelle Pasquier-Eichenberger |
| FDP.Die Liberalen                                    | 17'804  | 17,9 %  | −2,6 %  | 2           | −1          | Christian Lüscher Simone de Montmollin                                       |
| Sozialdemokratische Partei                           | 14'628  | 14,7 %  | −5,2 %  | 2           | −1          | Laurence Fehlmann Rielle Christian Dandrès                                   |
| Schweizerische Volkspartei                           | 13'556  | 13,7 %  | −4,0 %  | 2           | 0           | Céline Amaudruz Yves Nidegger                                                |
| Christlichdemokratische Volkspartei                  | 7'610   | 7,7 %   | −4,4 %  | 1           | 0           | Vincent Maitre                                                               |
| Ensemble à Gauche (solidaritéS, PdA, und Parteilose) | 7'371   | 7,4 %   | +1,4 %  | 1           | +1          | Stéfanie Prezioso                                                            |
| Grünliberale Partei                                  | 5'407   | 5,4 %   | +3,2 %  | 1           | +1          | Michel Matter                                                                |
| Mouvement citoyens genevois                          | 5'338   | 5,4 %   | −2,5 %  | 0           | −1          |                                                                              |
| Bürgerlich-Demokratische Partei GE1                  | 1'015   | 1,0 %   | −0,0 %  |             |             |                                                                              |
| Planète Bleue GE2                                    | 872     | 0,9 %   | +0,9 %  |             |             |                                                                              |
| Evangelische Volkspartei                             | 698     | 0,7 %   | +0,1 %  |             |             |                                                                              |
| Fédéraction                                          | 265     | 0,3 %   | +0,3 %  |             |             |                                                                              |
| Prophète Eco – «Santé!» GE3                          | 191     | 0,2 %   | +0,2 %  |             |             |                                                                              |
| Eidgenössisch-Demokratische Union                    | 111     | 0,1 %   | −0,1 %  |             |             |                                                                              |

Listenverbindungen bestanden zwischen SP, Grünen und «Ensemble à Gauche», zwischen FDP und CVP, zwischen SVP und EDU, sowie zwischen glp, EVP, «Planète Bleu» und «Fédéraction».

## Kanton Glarus(1 Sitz)
Im Kanton Glarus gilt das Majorzsystem. Gewählt ist, wer am meisten Stimmen erhält.
Quelle: 
| Kandidat/in             | Partei      | Stimmen | %      | gewählt? |
| ----------------------- | ----------- | ------- | ------ | -------- |
| Martin Landolt (bisher) | BDP         | 6'396   | 63,0 % | gewählt  |
| Priska Grünenfelder     | SP          | 2'861   | 28,2 % |          |
| Mathias Zopfi           | Grüne GL1   | 279     | 2,7 %  |          |
| Vereinzelte             | Vereinzelte | 612     | 6,0 %  |          |

## Kanton Graubünden(5 Sitze)
| Partei                              | Stimmen | % (+/−) | % (+/−) | Sitze (+/−) | Sitze (+/−) | Gewählte Nationalräte            |
| ----------------------------------- | ------- | ------- | ------- | ----------- | ----------- | -------------------------------- |
| Schweizerische Volkspartei          | 17'467  | 29,9 %  | +0,2 %  | 1           | −1          | Magdalena Martullo-Blocher       |
| Sozialdemokratische Partei          | 9'987   | 17,1 %  | −0,5 %  | 2           | +1          | Jon Pult Sandra Locher Benguerel |
| Christlichdemokratische Volkspartei | 9'538   | 16,3 %  | −0,5 %  | 1           | 0           | Martin Candinas                  |
| FDP.Die Liberalen                   | 7'952   | 13,6 %  | +0,4 %  | 1           | +1          | Anna Giacometti                  |
| Bürgerlich-Demokratische Partei     | 5'309   | 9,1 %   | −5,4 %  | 0           | −1          |                                  |
| Grünliberale Partei                 | 4'870   | 8,3 %   | +0,5 %  |             |             |                                  |
| Grüne                               | 3'218   | 5,5 %   | +5,5 %  |             |             |                                  |

Listenverbindungen bestanden zwischen CVP, FDP und BDP sowie zwischen SP, glp und Grünen. Aufgrund der rot-grünen Listenverbindung gewann die SP zwei Nationalratssitze und die SVP nur einen, obwohl letztere deutlich mehr Stimmen erhalten hatte.

## Kanton Jura(2 Sitze)
| Partei                                | Stimmen | % (+/−) | % (+/−) | Sitze (+/−) | Sitze (+/−) | Gewählte Nationalräte |
| ------------------------------------- | ------- | ------- | ------- | ----------- | ----------- | --------------------- |
| Sozialdemokratische Partei            | 6'075   | 27,0 %  | +3,0 %  | 1           | 0           | Pierre-Alain Fridez   |
| Christlichdemokratische Volkspartei   | 5'119   | 22,8 %  | −4,9 %  | 1           | 0           | Jean-Paul Gschwind    |
| Grüne                                 | 3'514   | 15,6 %  | +8,3 %  |             |             |                       |
| Schweizerische Volkspartei            | 3'255   | 14,5 %  | +1,6 %  |             |             |                       |
| Unabhängige Christlich-Soziale Partei | 2'166   | 9,6 %   | +3,0 %  |             |             |                       |
| FDP.Die Liberalen                     | 2'041   | 9,1 %   | −7,7 %  |             |             |                       |
| Evangelische Volkspartei              | 323     | 1,4 %   | +1,4 %  |             |             |                       |

Im Kanton Jura bestanden keine überparteiliche Listenverbindungen.

## Kanton Luzern(9 Sitze)
Aufgrund der Bevölkerungsentwicklung verfügte der Kanton Luzern über einen Nationalratssitz weniger als bei den vorangegangenen Wahlen.
| Partei                              | Stimmen | % (+/−) | % (+/−) | Sitze (+/−) | Sitze (+/−) | Gewählte Nationalräte                                  |
| ----------------------------------- | ------- | ------- | ------- | ----------- | ----------- | ------------------------------------------------------ |
| Christlichdemokratische Volkspartei | 33'935  | 25,5 %  | +1,6 %  | 3           | 0           | Ida Glanzmann-Hunkeler Leo Müller Priska Wismer-Felder |
| Schweizerische Volkspartei          | 32'944  | 24,7 %  | −3,8 %  | 2           | −1          | Franz Grüter Yvette Estermann                          |
| FDP.Die Liberalen                   | 20'713  | 15,6 %  | −2,9 %  | 1           | −1          | Albert Vitali                                          |
| Sozialdemokratische Partei          | 17'996  | 13,5 %  | −0,0 %  | 1           | 0           | Prisca Birrer-Heimo                                    |
| Grüne                               | 16'279  | 12,2 %  | +5,2 %  | 1           | 0           | Michael Töngi                                          |
| Grünliberale Partei                 | 9'449   | 7,1 %   | +1,3 %  | 1           | +1          | Roland Fischer                                         |
| Evangelische Volkspartei            | 948     | 0,7 %   | +0,1 %  |             |             |                                                        |
| Integrale Politik                   | 667     | 0,5 %   | +0,2 %  |             |             |                                                        |
| Schweizer Demokraten                | 198     | 0,1 %   | +0,1 %  |             |             |                                                        |

Listenverbindungen bestanden zwischen CVP und FDP sowie zwischen SP, Grünen, glp und «Integraler Politik».

## Kanton Neuenburg(4 Sitze)
| Partei                              | Stimmen | % (+/−) | % (+/−) | Sitze (+/−) | Sitze (+/−) | Gewählte Nationalräte |
| ----------------------------------- | ------- | ------- | ------- | ----------- | ----------- | --------------------- |
| FDP.Die Liberalen                   | 9'890   | 22,3 %  | −2,1 %  | 1           | 0           | Damien Cottier        |
| Grüne                               | 9'208   | 20,8 %  | +11,5 % | 1           | +1          | Fabien Fivaz          |
| Sozialdemokratische Partei          | 7'361   | 16,6 %  | −7,0 %  | 1           | 0           | Baptiste Hurni        |
| Schweizerische Volkspartei          | 5'602   | 12,7 %  | −7,7 %  | 0           | −1          |                       |
| Partei der Arbeit                   | 5'336   | 12,1 %  | −0,1 %  | 1           | 0           | Denis de la Reussille |
| Grünliberale                        | 4'012   | 9,1 %   | +5,7 %  |             |             |                       |
| Christlichdemokratische Volkspartei | 1'847   | 4,2 %   | +0,6 %  |             |             |                       |
| solidaritéS                         | 914     | 2,1 %   | +2,1 %  |             |             |                       |
| Europäische Föderalistische Partei  | 82      | 0,2 %   | +0,2 %  |             |             |                       |

Listenverbindungen bestanden zwischen SP, Grünen, PdA und solidaritéS sowie zwischen CVP und glp. Eine Unterlistenverbindung bestand zwischen Grünen, PdA und solidaritéS. Aufgrund dieser Verbindungen gewann die PdA einen Sitz und die SVP keinen, obwohl letztere leicht mehr Stimmen erhalten hatte.

## Kanton Nidwalden(1 Sitz)
Quelle: 
Im Kanton Nidwalden gilt das Majorzsystem. Gewählt ist, wer am meisten Stimmen erhält.
| Kandidat/in           | Partei  | Stimmen | %      | gewählt? |
| --------------------- | ------- | ------- | ------ | -------- |
| Peter Keller (bisher) | SVP     | 9'655   | 64,2 % | gewählt  |
| Alois Roland Bissig   | CVP NW1 | 5'383   | 35,8 % |          |

## Kanton Obwalden(1 Sitz)
Im Kanton Obwalden gilt das Majorzsystem. Gewählt ist, wer am meisten Stimmen erhält.
Quelle: 
| Kandidat/in        | Partei    | Stimmen | %      | gewählt? |
| ------------------ | --------- | ------- | ------ | -------- |
| Monika Rüegger     | SVP       | 5'412   | 37,3 % | gewählt  |
| Peter Krummenacher | CVP OW1   | 5'325   | 36,7 % |          |
| Marco de Col       | FDP       | 1'683   | 11,6 % |          |
| Luke Gasser        | parteilos | 1'675   | 11,5 % |          |
| Mirjam Hostetmann  | JUSO      | 424     | 2,9 %  |          |

## Kanton Schaffhausen(2 Sitze)
| Partei                              | Stimmen | % (+/−) | % (+/−) | Sitze (+/−) | Sitze (+/−) | Gewählte Nationalräte |
| ----------------------------------- | ------- | ------- | ------- | ----------- | ----------- | --------------------- |
| Schweizerische Volkspartei          | 11'987  | 39,5 %  | −5,8 %  | 1           | 0           | Thomas Hurter         |
| Sozialdemokratische Partei          | 7'947   | 26,2 %  | −2,7 %  | 1           | 0           | Martina Munz          |
| FDP.Die Liberalen                   | 3'353   | 11,0 %  | −1,9 %  |             |             |                       |
| Grüne Partei                        | 2'075   | 6,8 %   | +3,4 %  |             |             |                       |
| Grünliberale Partei                 | 1'808   | 5,9 %   | +5,9 %  |             |             |                       |
| Eidgenössisch-Demokratische Union   | 1'024   | 3,4 %   | −1,8 %  |             |             |                       |
| Alternative Liste                   | 968     | 3,2 %   | −1,3 %  |             |             |                       |
| Christlichdemokratische Volkspartei | 651     | 2,1 %   | +2,1 %  |             |             |                       |
| Evangelische Volkspartei            | 571     | 1,9 %   | +1,9 %  |             |             |                       |

Listenverbindungen bestanden zwischen SVP und EDU, zwischen SP, Grünen und AL sowie zwischen glp, CVP und EVP.

## Kanton Schwyz(4 Sitze)
| Partei                              | Stimmen | % (+/−) | % (+/−) | Sitze (+/−) | Sitze (+/−) | Gewählte Nationalräte            |
| ----------------------------------- | ------- | ------- | ------- | ----------- | ----------- | -------------------------------- |
| Schweizerische Volkspartei          | 18'853  | 36,9 %  | −5,7 %  | 2           | 0           | Marcel Dettling Pirmin Schwander |
| FDP.Die Liberalen                   | 11'803  | 23,1 %  | +2,5 %  | 1           | 0           | Petra Gössi                      |
| Christlichdemokratische Volkspartei | 9'401   | 18,4 %  | −1,1 %  | 1           | 0           | Alois Gmür                       |
| Sozialdemokratische Partei          | 7'060   | 13,8 %  | +0,7 %  |             |             |                                  |
| Grünliberale Partei                 | 2'342   | 4,6 %   | +1,8 %  |             |             |                                  |
| Grüne                               | 1'334   | 2,6 %   | +1,2 %  |             |             |                                  |
| Evangelische Volkspartei            | 306     | 0,6 %   | +0,6 %  |             |             |                                  |

Listenverbindungen bestanden zwischen CVP, glp und EVP sowie zwischen SP und Grünen.
Im Kanton Schwyz kandidierten verschiedene Listen, die zwar keine Parteibezeichnung im Namen tragen, aber doch klar einer bestimmten Partei zugerechnet werden können. Deren Stimmen sind bei den jeweiligen Mutterparteien enthalten. Im Einzelnen handelt es sich um die Listen: «Gemeinsam fürs Schwyzer Gewerbe» und «Vorwärts Schwyz! Mobilität mit Zukunft» (jeweils FDP), sowie Gewerkschaftsbund, «Liste für Kultur», «Generation 60plus+» und «Schwyz für alle» (alle SP).

## Kanton Solothurn(6 Sitze)
| Partei                              | Stimmen | % (+/−) | % (+/−) | Sitze (+/−) | Sitze (+/−) | Gewählte Nationalräte          |
| ----------------------------------- | ------- | ------- | ------- | ----------- | ----------- | ------------------------------ |
| Schweizerische Volkspartei          | 20'587  | 25,9 %  | −2,9 %  | 2           | 0           | Christian Imark Walter Wobmann |
| FDP.Die Liberalen                   | 14'716  | 18,5 %  | −2,7 %  | 1           | 0           | Kurt Fluri                     |
| Sozialdemokratische Partei          | 14'652  | 18,4 %  | −1,6 %  | 1           | −1          | Franziska Roth                 |
| Christlichdemokratische Volkspartei | 11'282  | 14,2 %  | −0,6 %  | 1           | 0           | Stefan Müller-Altermatt        |
| Grüne                               | 9'072   | 11,4 %  | +5,9 %  | 1           | +1          | Felix Wettstein                |
| Grünliberale Partei                 | 5'409   | 6,8 %   | +3,4 %  |             |             |                                |
| Bürgerlich-Demokratische Partei     | 1'580   | 2,0 %   | −1,4 %  |             |             |                                |
| Evangelische Volkspartei            | 953     | 1,2 %   | −0,0 %  |             |             |                                |
| Schweizerische Hanf Partei          | 727     | 0,9 %   | +0,9 %  |             |             |                                |
| Schweizer Demokraten                | 479     | 0,6 %   | +0,6 %  |             |             |                                |

Listenverbindungen bestanden zwischen SP und Grünen sowie zwischen CVP, EVP, BDP und glp.

## Kanton St. Gallen(12 Sitze)
| Partei                              | Stimmen | % (+/−) | % (+/−) | Sitze (+/−) | Sitze (+/−) | Gewählte Nationalräte                                      |
| ----------------------------------- | ------- | ------- | ------- | ----------- | ----------- | ---------------------------------------------------------- |
| Schweizerische Volkspartei          | 42'022  | 31,3 %  | −4,5 %  | 4           | −1          | Lukas Reimann Mike Egger Roland Rino Büchel Esther Friedli |
| Christlichdemokratische Volkspartei | 25'198  | 18,8 %  | +2,2 %  | 2           | −1          | Markus Ritter Nicolò Paganini                              |
| FDP.Die Liberalen (St.Gallen)       | 20'119  | 15,0 %  | +0,7 %  | 2           | 0           | Marcel Dobler Susanne Vincenz-Stauffacher                  |
| Sozialdemokratische Partei          | 17'027  | 12,7 %  | −1,5 %  | 2           | 0           | Barbara Gysi Claudia Friedl                                |
| Grüne Partei                        | 14'136  | 10,5 %  | +4,8 %  | 1           | +1          | Franziska Ryser                                            |
| Grünliberale Partei                 | 9'820   | 7,3 %   | +2,4 %  | 1           | +1          | Thomas Brunner                                             |
| Evangelische Volkspartei            | 2'099   | 1,6 %   | −0,2 %  |             |             |                                                            |
| Eidgenössisch-Demokratische Union   | 1'244   | 0,9 %   | −0,0 %  |             |             |                                                            |
| Parteifrei SG                       | 1'030   | 0,8 %   | +0,3 %  |             |             |                                                            |
| Bürgerlich-Demokratische Partei     | 854     | 0,6 %   | −3,0 %  |             |             |                                                            |
| Schweizer Demokraten                | 338     | 0,3 %   | −0,0 %  |             |             |                                                            |
| Der Pflug                           | 287     | 0,2 %   | +0,2 %  |             |             |                                                            |

Listenverbindungen bestanden zwischen SVP und EDU, zwischen CVP, glp, BDP und EVP sowie zwischen SP und Grünen.

## Kanton Tessin(8 Sitze)
| Partei                              | Stimmen | % (+/−) | % (+/−) | Sitze (+/−) | Sitze (+/−) | Gewählte Nationalräte         |
| ----------------------------------- | ------- | ------- | ------- | ----------- | ----------- | ----------------------------- |
| FDP.Die Liberalen                   | 22'056  | 20,5 %  | −3,2 %  | 2           | 0           | Alex Farinelli Rocco Cattaneo |
| Christlichdemokratische Volkspartei | 19'551  | 18,2 %  | −1,9 %  | 2           | 0           | Fabio Regazzi Marco Romano    |
| Lega dei Ticinesi                   | 18'187  | 16,9 %  | −4,8 %  | 1           | −1          | Lorenzo Quadri                |
| Sozialdemokratische Partei          | 15'115  | 14,1 %  | −1,9 %  | 1           | 0           | Bruno Storni                  |
| Grüne und Alternative Linke TI1     | 14'043  | 13,1 %  | +8,7 %  | 1           | +1          | Greta Gysin                   |
| Schweizerische Volkspartei          | 12'526  | 11,7 %  | +0,4 %  | 1           | 0           | Piero Marchesi                |
| Eidgenössisch-Demokratische Union   | 1'133   | 1,1 %   | +1,1 %  |             |             |                               |
| Grünliberale                        | 1'063   | 1,0 %   | +0,1 %  |             |             |                               |
| Più Donne TI2                       | 908     | 0,8 %   | +0,8 %  |             |             |                               |
| Partei der Arbeit                   | 892     | 0,8 %   | +0,3 %  |             |             |                               |
| MontagnaViva                        | 736     | 0,7 %   | −0,7 %  |             |             |                               |
| Lega verde TI3                      | 699     | 0,7 %   | +0,7 %  |             |             |                               |
| Bello Sognare TI4                   | 444     | 0,4 %   | +0,4 %  |             |             |                               |
| Lista civica TI5                    | 88      | 0,1 %   | +0,1 %  |             |             |                               |

Listenverbindungen bestanden zwischen FDP, CVP und glp, zwischen Lega, SVP und EDU, zwischen SP, Grünen-Alternativen und PdA sowie zwischen «Lista civica» und «Lega verde». Unterlistenverbindungen bestanden zwischen SVP und EDU sowie zwischen Grünen-Alternativen und PdA.

## Kanton Thurgau(6 Sitze)
| Partei                              | Stimmen | % (+/−) | % (+/−) | Sitze (+/−) | Sitze (+/−) | Gewählte Nationalräte                       |
| ----------------------------------- | ------- | ------- | ------- | ----------- | ----------- | ------------------------------------------- |
| Schweizerische Volkspartei          | 26'494  | 36,7 %  | −3,2 %  | 3           | 0           | Diana Gutjahr Verena Herzog Manuel Strupler |
| Christlichdemokratische Volkspartei | 9'169   | 12,7 %  | −0,4 %  | 1           | 0           | Christian Lohr                              |
| Sozialdemokratische Partei          | 9'133   | 12,6 %  | −0,1 %  | 1           | 0           | Edith Graf-Litscher                         |
| FDP.Die Liberalen                   | 8'274   | 11,5 %  | −1,6 %  | 0           | −1          |                                             |
| Grüne Partei                        | 7'657   | 10,6 %  | +5,2 %  | 1           | +1          | Kurt Egger                                  |
| Grünliberale Partei                 | 5'886   | 8,1 %   | +2,0 %  |             |             |                                             |
| Eidgenössisch-Demokratische Union   | 2'058   | 2,8 %   | −0,6 %  |             |             |                                             |
| Evangelische Volkspartei            | 1'927   | 2,7 %   | +0,3 %  |             |             |                                             |
| Bürgerlich-Demokratische Partei     | 1'643   | 2,3 %   | −1,5 %  |             |             |                                             |

Listenverbindungen bestanden zwischen SVP, FDP und EDU, zwischen SP, Grünen und glp sowie zwischen CVP und EVP. Wegen der links-grünen Listenverbindung gewannen die Grünen einen Nationalratssitz, obwohl die FDP mehr Stimmen erhalten hatte.

## Kanton Uri(1 Sitz)
Im Kanton Uri gilt das Majorzsystem. Gewählt ist, wer am meisten Stimmen erhält.
Quelle: 
| Kandidat/in        | Partei      | Stimmen | %      | gewählt? |
| ------------------ | ----------- | ------- | ------ | -------- |
| Simon Stadler      | CVP         | 4'685   | 39,2 % | gewählt  |
| Pascal Blöchlinger | SVP         | 4'341   | 36,2 % |          |
| Urs Kälin          | SP          | 2'659   | 22,3 % |          |
| Vereinzelte        | Vereinzelte | 265     | 2,2 %  |          |

## Kanton Waadt(19 Sitze)
Aufgrund der Bevölkerungsentwicklung verfügte der Kanton Waadt über einen Nationalratssitz mehr als bei den vorangegangenen Wahlen.
| Partei                                    | Stimmen | % (+/−) | % (+/−) | Sitze (+/−) | Sitze (+/−) | Gewählte Nationalräte                                                              |
| ----------------------------------------- | ------- | ------- | ------- | ----------- | ----------- | ---------------------------------------------------------------------------------- |
| FDP.Die Liberalen                         | 42'840  | 23,3 %  | −3,5 %  | 5           | 0           | Isabelle Moret Olivier Feller Jacqueline de Quattro Frédéric Borloz Laurent Wehrli |
| Sozialdemokratische Partei                | 37'421  | 20,4 %  | −1,8 %  | 5           | 0           | Pierre-Yves Maillard Ada Marra Roger Nordmann Samuel Bendahan Brigitte Crottaz     |
| Grüne                                     | 36'118  | 19,7 %  | +8,4 %  | 4           | +2          | Daniel Brélaz Sophie Michaud Gigon Léonore Porchet Valentine Python                |
| Schweizerische Volkspartei                | 31'898  | 17,4 %  | −5,2 %  | 3           | −1          | Jean-Pierre Grin Jacques Nicolet Michaël Buffat                                    |
| Grünliberale Partei                       | 15'368  | 8,4 %   | +4,5 %  | 2           | +1          | Isabelle Chevalley François Pointet                                                |
| Partei der Arbeit – Ensemble à Gauche VD1 | 7'468   | 4,1 %   | + 1,2 % | 0           | 0           |                                                                                    |
| Christlichdemokratische Volkspartei       | 4'451   | 2,4 %   | −1,6 %  | 0           | −1          |                                                                                    |
| Evangelische Volkspartei                  | 2'386   | 1,3 %   | +0,2 %  |             |             |                                                                                    |
| Piratenpartei                             | 1'464   | 0,8 %   | −0,4 %  |             |             |                                                                                    |
| Direkt Demokratie Spiritualität und Natur | 902     | 0,5 %   | +0,5 %  |             |             |                                                                                    |
| Bürgerlich-Demokratische Partei           | 690     | 0,4 %   | −1,4 %  |             |             |                                                                                    |
| Urgence Écologique VD2                    | 676     | 0,4 %   | +0,4 %  |             |             |                                                                                    |
| Eidgenössisch-Demokratische Union         | 610     | 0,3 %   | −0,4 %  |             |             |                                                                                    |
| Liste Transition Citoyenne VD3            | 603     | 0,3 %   | +0,3 %  |             |             |                                                                                    |
| Partei National Orientierter Schweizer    | 522     | 0,3 %   | −0,1 %  |             |             |                                                                                    |
| Schweizer Demokraten                      | 132     | 0,1 %   | −0,1 %  |             |             |                                                                                    |

Listenverbindungen bestanden zwischen SP, Grünen, Ensemble à Gauche – PdA und «Urgence Écologique», zwischen CVP, BDP, EDU und EVP sowie zwischen glp und Piratenpartei. Eine Unterlistenverbindung bestand zwischen BDP, EVP und EDU.

## Kanton Wallis(8 Sitze)
Im Kanton Wallis besteht die Besonderheit, dass alle grösseren Parteien eigenständige Parteien für das deutschsprachige Ober- und das französischsprachige Unterwallis kennen. Innerhalb der CVP Schweiz gibt es sogar drei Walliser Parteien: CVP Unterwallis, CVP Oberwallis und CSP Oberwallis (die CSP Unterwallis gehört dagegen der unabhängigen «Mitte Links CSP» an). Da es sich bei diesen Parteien nicht bloss um regionale Listen, sondern um eigenständige Parteien mit grossem Eigenleben handelt, werden sie hier separat aufgeführt.
| Partei                              | Stimmen | % (+/−) | % (+/−) | Sitze (+/−) | Sitze (+/−) | Gewählte Nationalräte           |
| ----------------------------------- | ------- | ------- | ------- | ----------- | ----------- | ------------------------------- |
| Christlichdemokratische Volkspartei | 41'364  | 34,8 %  | −4,7 %  | 3           | −1          |                                 |
| -CVP Unterwallis                    | 21'360  | 18,0 %  | −2,2 %  | 2           | 0           | Sidney Kamerzin Benjamin Roduit |
| -CVP Oberwallis                     | 11'299  | 9,5 %   | −0,5 %  | 1           | 0           | Philipp Matthias Bregy          |
| -CSP Oberwallis                     | 8'705   | 7,3 %   | −2,0 %  | 0           | −1          |                                 |
| Schweizerische Volkspartei          | 23'517  | 19,8 %  | −2,4 %  | 2           | 0           |                                 |
| -SVP Unterwallis                    | 12'410  | 10,4 %  | −2,6 %  | 1           | 0           | Jean-Luc Addor                  |
| -SVP Oberwallis                     | 11'107  | 9,3 %   | +0,1 %  | 1           | 0           | Franz Ruppen                    |
| FDP.Die Liberalen                   | 19'599  | 16,5 %  | −1,7 %  | 1           | 0           |                                 |
| -FDP Unterwallis                    | 17'251  | 14,5 %  | −3,6 %  | 1           | 0           | Philippe Nantermod              |
| -Zukunft und Nachhaltigkeit         | 1'717   | 1,4 %   | +1,4 %  | 0           | 0           |                                 |
| -FDP Oberwallis                     | 630     | 0,5 %   | +0,5 %  | 0           | 0           |                                 |
| Sozialdemokratische Partei          | 17'917  | 15,1 %  | +1,8 %  | 1           | 0           |                                 |
| -SP Unterwallis                     | 15'352  | 12,9 %  | +1,0 %  | 1           | 0           | Mathias Reynard                 |
| -SP Oberwallis                      | 2'565   | 2,2 %   | +0,7 %  | 0           | 0           |                                 |
| Grüne                               | 12'591  | 10,6 %  | +5,7 %  | 1           | +1          |                                 |
| -Grüne Unterwallis und Junge Grüne  | 10'786  | 9,1 %   | +4,9 %  | 1           | +1          | Christophe Clivaz               |
| -Grüne Oberwallis                   | 1'805   | 1,5 %   | +0,8 %  | 0           | 0           |                                 |
| Bürgervereinigung Wallis            | 1'756   | 1,5 %   | +1,5 %  |             |             |                                 |
| Mitte-Links CSP                     | 1'255   | 1,0 %   | +0,4 %  |             |             |                                 |
| Grünliberale Partei                 | 947     | 0,8 %   | +0,8 %  |             |             |                                 |

Listenverbindungen bestanden zwischen SP, Grünen und Mitte-Links CSP, zwischen allen CVP/CSPO-Listen, zwischen FDP und glp sowie innerhalb der SVP. Unterlistenverbindungen bestanden zwischen CVPO und CSPO, zwischen der glp und den beiden FDP-nahen Listen «Zukunft und Nachhaltigkeit» sowie innerhalb von SP und Grünen.

## Kanton Zug(3 Sitze)
| Partei                               | Stimmen | % (+/−) | % (+/−) | Sitze (+/−) | Sitze (+/−) | Gewählte Nationalräte   |
| ------------------------------------ | ------- | ------- | ------- | ----------- | ----------- | ----------------------- |
| Schweizerische Volkspartei           | 10’455  | 26,6 %  | −3,8 %  | 1           | 0           | Thomas Aeschi           |
| Christlichdemokratische Volkspartei  | 9'344   | 23,8 %  | −2,7 %  | 1           | 0           | Gerhard Pfister         |
| Alternative – die Grünen Zug und CSP | 7'555   | 19,2 %  | +12,0 % | 1           | +1          | Manuela Weichelt-Picard |
| FDP.Die Liberalen                    | 5’767   | 14,7 %  | −2,9 %  | 0           | −1          |                         |
| Sozialdemokratische Partei           | 3’672   | 9,3 %   | −4,4 %  |             |             |                         |
| Grünliberale Partei                  | 2’175   | 5,5 %   | +2,0 %  |             |             |                         |
| Evangelische Volkspartei             | 322     | 0,8 %   | +0,8 %  |             |             |                         |

Listenverbindungen bestanden zwischen CVP und FDP sowie zwischen Grünalternativen, SP und EVP.

## Kanton Zürich(35 Sitze)
| Partei                              | Stimmen | % (+/−) | % (+/−) | Sitze (+/−) | Sitze (+/−) | Gewählte Nationalräte |
| ----------------------------------- | ------- | ------- | ------- | ----------- | ----------- | --- |
| Schweizerische Volkspartei          | 111’973 | 26,7 %  | −4,0 %  | 10          | −2          | Roger Köppel Gregor Rutz Alfred Heer Hans-Ueli Vogt Thomas Matter Barbara Steinemann Mauro Tuena Bruno Walliser Therese Schläpfer Martin Haab |
| Sozialdemokratische Partei          | 72’590  | 17,3 %  | −4,1 %  | 7           | −2          | Jacqueline Badran Mattea Meyer Min Li Marti Priska Seiler Graf Angelo Barrile Fabian Molina Céline Widmer                                     |
| Grüne                               | 59’036  | 14,1 %  | +7,2 %  | 5           | +3          | Bastien Girod Balthasar Glättli Marionna Schlatter-Schmid Katharina Prelicz-Huber Meret Schneider                                             |
| Grünliberale Partei                 | 58’689  | 14,0 %  | +5,8 %  | 6           | +3          | Tiana Angelina Moser Martin Bäumle Corina Gredig Jörg Mäder Barbara Schaffner Judith Bellaïche                                                |
| FDP.Die Liberalen                   | 57’290  | 13,7 %  | −1,7 %  | 5           | 0           | Doris Fiala Beat Walti Hans-Peter Portmann Regine Sauter Andri Silberschmidt                                                                  |
| Christlichdemokratische Volkspartei | 18’488  | 4,4 %   | +0,2 %  | 1           | −1          | Philipp Kutter |
| Evangelische Volkspartei            | 13’846  | 3,3 %   | +0,2 %  | 1           | 0           | Niklaus Gugger |
| Bürgerlich-Demokratische Partei     | 6’879   | 1,6 %   | −2,0 %  | 0           | −1          | |
| Eidgenössisch-Demokratische Union   | 6’754   | 1,6 %   | −0,5 %  |             |             | |
| Alternative Liste                   | 6'741   | 1,6 %   | −0,2 %  |             |             | |
| Piratenpartei                       | 1'925   | 0,5 %   | −0,2 %  |             |             | |
| die Guten                           | 1'355   | 0,3 %   | +0,3 %  |             |             | |
| Integrale Politik                   | 1'308   | 0,3 %   | +0,3 %  |             |             | |
| Partei der Arbeit                   | 1’301   | 0,3 %   | +0,1 %  |             |             | |
| Schweizer Demokraten                | 783     | 0,2 %   | +0,0 %  |             |             | |
| Unabhängigkeitspartei up!           | 274     | 0,1 %   | +0,0 %  |             |             | |
| Öko-Partei Schweiz                  | 88      | 0,0 %   | +0,0 %  |             |             | |
| Sarantidis Chrisoula (Chris)        | 53      | 0,0 %   | +0,0 %  |             |             | |

Listenverbindungen bestanden zwischen SVP und EDU, zwischen SP, Grünen, AL, PdA, Piratenpartei und den «Guten», sowie zwischen glp, CVP, EVP und BDP. Eine Unterlistenverbindung bestand zwischen AL und PdA. Wegen der Listenverbindung in der Mitte gewann die glp einen Sitz mehr als die Grünen, obwohl letztere leicht mehr Stimmen erhalten hatten.